# Vườn quốc gia Banco
Vườn quốc gia Banco là một vườn quốc gia của Bờ Biển Ngà, nằm dọc theo đường cao tốc Bắc ở huyện Attécoubé (thuộc thủ đô Abidjan). Vườn quốc gia Banco có diện tích 30 km² và là một rừng nguyên sinh còn được bảo tồn rất tốt, với các loài gỗ quý hiếm (gỗ gụ, Turraeanthus africanus...). Con đường đi bộ cho người đi bộ trong vườn quốc gia đã được nâng cấp và nhiều khách sạn cho phép khách du lịch nơi ăn nghỉ dễ dàng.